# Prudenza e la pillola
Prudenza e la pillola (Prudence and the Pill) è un film britannico del 1968 diretto da Fielder Cook.